# 白水六三郎
白水 六三郎(しろうず ろくさぶろう、1866年 - 1924年9月3日）は日本の人形作家。
近代的博多人形製作者の一人として知られる。
小島与一の師匠としても知られ、多くの弟子を育てた。
白水は博多人形の製造技術の向上を図り「温故会」を結成し中心になって会を支えた。
白水は一倍研究熱心で博多人形製作のために人体の構造を知るために、中ノ子タミ、小島与一らと共に、九州帝国大学医学部の解剖実験にたちあったと記録されている。
1924年9月3日、58歳で死去。

## 作品

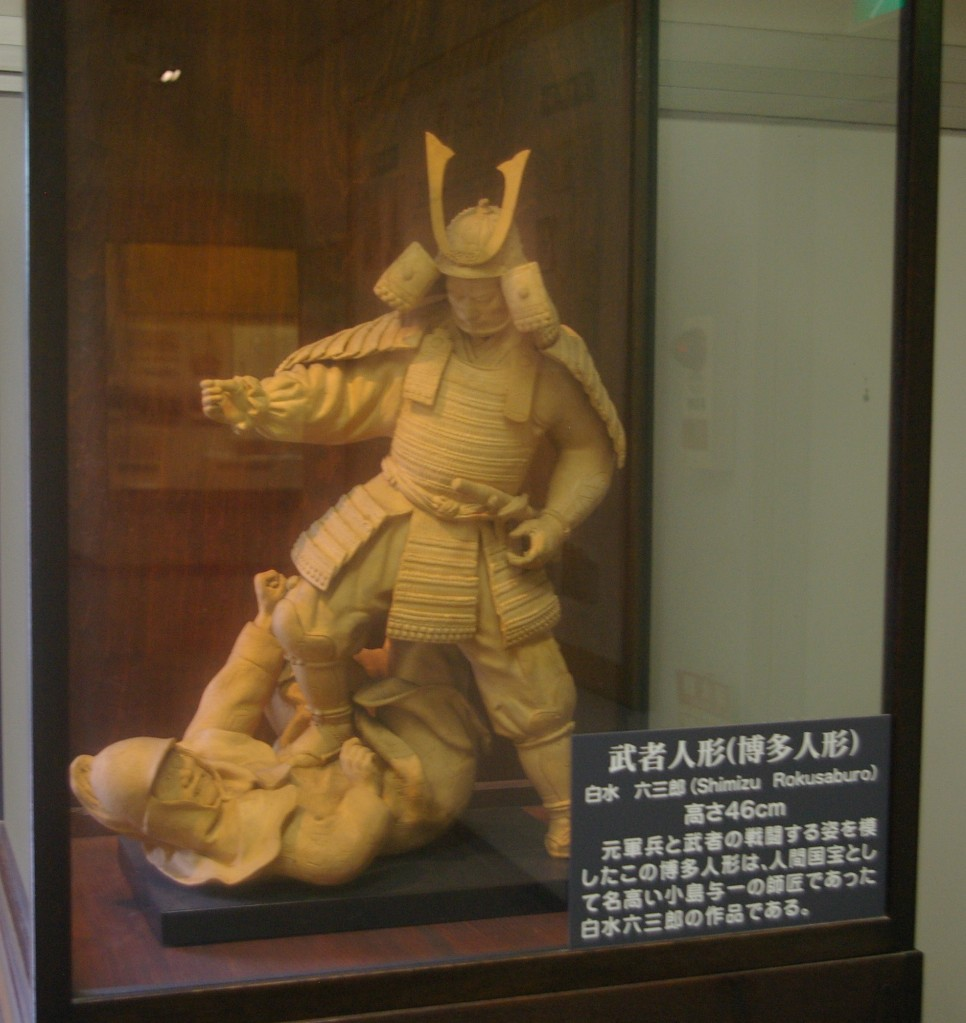
侵略者を懲らしめる鎌倉武士 「元寇史料館」(写真のキャプションにある「人間国宝」の表記は誤り。正しくは、小島与一は福岡県指定無形文化財技術保持者。)